# Vimont
Vimont – miejscowość i gmina we Francji, w regionie Normandia, w departamencie Calvados.
Według danych na rok 1990 gminę zamieszkiwało 470 osób, a gęstość zaludnienia wynosiła 52 osoby/km² (wśród 1815 gmin Dolnej Normandii Vimont plasuje się na 464. miejscu pod względem liczby ludności, natomiast pod względem powierzchni na miejscu 569.).